# エリック・ブレス
エリック・ブレス（Eric Bress）は、アメリカ合衆国 の脚本家、映画監督、映画プロデューサーである。

## 人物
ニューヨーク出身で、シラキュース大学で映画を学んだ。
脚本家になる前はサウンドデザイナーとして働いていた。
脚本を執筆する際はJ・マッキー・グルーバーと共同で行うことが多い。

## フィルモグラフィ
- Fast, Cheap & Out of Control (1997) - プロダクションアシスタント
- Blunt (1998) - 脚本・製作・出演
- Bits and Pieces: Bringing Death to Life (2003) - 出演
- デッドコースター Final Destination 2 (2003) - 脚本・原案
- バタフライ・エフェクト The Butterfly Effect (2004) - 監督・脚本
- ファイナル・デッドコースター Final Destination 3 (2006) - スペシャルサンクス
- カイルXY Kyle XY (2006) - 脚本・製作総指揮
- ファイナル・デッドサーキット 3D The Final Destination (2009) - 脚本
- The Alchemyst: The Secrets of the Immortal Nicholas Flamel (2010) - 脚本
- ヘル・フィールド ナチスの戦城 Ghosts of War (2020) - 監督・脚本